# Dżibuti na Letnich Igrzyskach Olimpijskich Młodzieży 2010
Dżibuti na Letnich Igrzyskach Olimpijskich Młodzieży 2010 w Singapurze reprezentowało 4 sportowców w 2 dyscyplinach.

## Skład kadry

### Lekkoatletyka
Chłopcy:
- Aboubaker Sougueh Houffaneh - bieg na 3000 m - nie ukończył

Dziewczęta:
- Saredo Abdi - bieg na 1000 m - 25. miejsce w kwalifikacjach; nie wystartowała w finale
- Zourha Ali - bieg na 3000 m - nie ukończyła

### Pływanie
- Abdourahman Osman
  - 50 m st. dowolnym - 43. miejsce w kwalifikacjach
  - 100 m st. dowolnym - nie wystartował